# Stefano Garuti
Stefano Garuti (Rubiera, 15 luglio 1959) è un allenatore di calcio ed ex calciatore italiano, di ruolo difensore, allenatore del Pisa Ovest.

## Carriera

### Giocatore

#### Club
Ha giocato in Serie A tra gli anni settanta ed ottanta, con le maglie di Bologna, Pisa ed Avellino; in Serie B ha vestito la maglia di Bari e Pisa.Ha debuttato in serie A non ancora diciottenne nel marzo 1977

Garuti (in piedi, secondo da sinistra) nel Bologna del 1977-1978

In carriera ha totalizzato complessivamente 132 presenze e 3 reti in Serie A e 107 presenze e 2 reti in Serie B, conquistando la promozione in A nella stagione 1981-1982 col Pisa.

#### Nazionale
Nel 1977 ha collezionato tre presenze con la maglia azzurra della Nazionale Under 20 in occasione dei Mondiali di categoria in Tunisia. Nel 1979 ha poi collezionato due presenze con la maglia azzurra della Nazionale Under 21.

### Allenatore
Finita la carriera come calciatore è diventato un allenatore, sedendo sulla panchina di varie squadre di Serie C e categorie inferiori.
Ha allenato dal 1999 al 2003 la Bagnolese, con cui ha vinto un campionato di Eccellenza e una Coppa Italia. La stagione seguente ha allenato il Sangimignano, in Serie D.
Nella stagione 2005/06 ha guidato la Berretti del Pisa. Nel febbraio del 2006 è diventato il vice del neo tecnico della prima squadra Ferruccio Mariani. Nel luglio del 2007 è diventato l'allenatore del Rovigo, in Serie C2. Nel settembre del 2007 è stato esonerato dal club.
Nel febbraio del 2010 è diventato l'allenatore del Pisa Sporting Club, seconda società calcistica della città di Pisa, in Eccellenza Toscana.
Nel 2016 è diventato il direttore tecnico del Pisa Ovest, società attiva a livello giovanile, occupandosi, inoltre, della gestione della scuola calcio e del coordinamento di tutti gli allenatori delle giovanili. Nel corso della stagione 2016/17 è diventato l'allenatore degli Allievi B, con cui ha vinto il campionato provinciale e la coppa Cerbai 2017,  prestigioso torneo toscano in cui si scontrano le vincitrici del campionato di ogni rispettiva provincia. La stagione seguente è passato alla guida degli Allievi A, vincendo nuovamente il campionato provinciale 2017/2018 e la coppa Toscana "Best Top". Nel 2018/2019 con la Juniores ha chiuso il campionato provinciale in seconda posizione dopo essere stato campione d'inverno, giocando nel girone di Lucca. Nel 2019/2020 ha vinto il campionato Juniores provinciale dopo essere stato campione d'inverno.
Nella stagione 2020-2021 è passato alla guida della prima squadra, in Seconda Categoria.

## Palmarès

### Giocatore

#### Competizioni nazionali
- Torneo Estivo del 1986: 1

Avellino: 1986

### Allenatore

#### Competizioni regionali
- Eccellenza Emilia-Romagna: 1

Bagnolese: 2002-2003
- Coppa Italia Dilettanti Emilia-Romagna: 1

Bagnolese: 2002-2003